# 4290 Heisei
4290 Heisei је астероид главног астероидног појаса са средњом удаљеношћу од Сунца која износи 3,025 астрономских јединица (АЈ).
Апсолутна магнитуда астероида је 11,5.